# Cementerio católico de Tharsis
El cementerio católico de Tharsis es un camposanto que se halla situado en el municipio español de Alosno, en la provincia de Huelva (Andalucía). Desde el año 2014 está inscrito en el Catálogo General del Patrimonio Histórico Andaluz y cuenta con la catalogación de Bien de Interés Cultural.

## Características
El cementerio se encuentra situado al noreste del pueblo minero de Tharsis. Fue levantado en época contemporánea, tras la llegada a la zona de la Tharsis Sulphur and Copper Company Limited, con el fin acoger los enterramientos de los trabajadores de la minas y de sus familias. Además del personal de origen español, el camposanto también acogía los restos de los empleados extranjeros de la compañía que eran de fe católica. El recinto cuenta con una superficie de unos 3.500 metros cuadrados y está delimitado por un perímetro de 50 metros de anchura por 70 metros de longitud.